# Route nationale 674
La route nationale 674 ou RN 674 était une route nationale française reliant Angoulême à Saint-Denis-de-Pile. À la suite de la réforme de 1972, elle a été déclassée en route départementale 674 (RD 674).

## Ancien tracé d'Angoulême à Saint-Denis-de-Pile (D 674)
- Angoulême
- Vœuil-et-Giget
- Aignes-et-Puypéroux
- Montmoreau
- Saint-Laurent-de-Belzagot
- Montboyer
- Chalais
- Parcoul
- La Roche-Chalais
- Les Églisottes-et-Chalaures
- Les Peintures
- Coutras
- Saint-Denis-de-Pile